# Azjdahak
Azjdahak (armeniska: Աժդահակ) är en vulkan i Armenien, i Geghamabergen. Den ligger i den centrala delen av landet, 40 kilometer öster om huvudstaden Jerevan. Toppen på Azjdahak är 3 597 meter över havet.
Terrängen runt Azjdahak är huvudsakligen kuperad. Azjdahak är den högsta punkten i trakten. Närmaste större samhälle är Gandzak, 17,0 kilometer nordost om Azjdahak. 
Trakten runt Azjdahak består i huvudsak av gräsmarker. Runt Azjdahak är det ganska tätbefolkat, med 155 invånare per kvadratkilometer.